# Spencer Redford
Spencer Redford (* 10. August 1983 in Rochester Hills, Michigan als Jessica Spencer) ist eine US-amerikanische Schauspielerin.

## Leben und Leistungen
Redford wurde an verschiedenen Kunstschulen in der Tanzkunst unterrichtet. Inmitten ihres letzten Jahres an der High School zog sie nach Los Angeles. Sie debütierte im Horrorfilm Vampire Clan aus dem Jahr 2002. Im für das Fernsehen produzierten Horrorfilm They Shoot Divas, Don’t They? (2002) trat sie an der Seite von Jennifer Beals, Keri Lynn Pratt und Johnathon Schaech auf.
Nach einigen Gastauftritten in Fernsehserien übernahm Redford in der fürs Fernsehen produzierten SF-Komödie Der perfekte Rockstar (2004) eine der größeren Rollen. Eine größere Rolle übernahm sie auch – neben Ken Leung, Hayden Panettiere und Timothy Bottoms – in der Komödie Shanghai Kiss aus dem Jahr 2007. Das Drama Look (2007), in dem sie eine größere Rolle spielte, erhielt den 2007 Großen Jurypreis des CineVegas International Film Festivals.

## Filmografie (Auswahl)
- 2002: Vampire Clan
- 2002: They Shoot Divas, Don’t They?
- 2004: Der perfekte Rockstar (Pixel Perfect)
- 2004: The Trail to Hope Rose
- 2007: Shanghai Kiss
- 2007: Look